# 公立学校共済組合東北中央病院
公立学校共済組合東北中央病院（こうりつがっこうきょうさいくみあいとうほくちゅうおうびょういん）は、山形県山形市にある医療機関。公立学校共済組合が設置する病院である。病院の理念は、「心温かい 信頼の医療」。

## 概要
東北中央病院は山形市北東部の鈴川地区にあり、山形駅から直線距離で北東約4kmに位置している。地域の中核病院としての役割を担い、他の医療機関と連携を図りながら信頼される急性期医療を提供する。あわせて、公立学校共済組合員（教職員等）の健康維持及び健康増進を目的に、健康管理事業やメンタルヘルス相談事業を行っている。

### 指定医療など
- 保険医療機関
- 救急告示病院（二次）
- 臨床研修指定病院
- 臨床修練指定病院（海外医師の臨床研修）　注：詳細は別記
- 結核指定病院
- 生活保護法指定病院
- 労災保険指定病院
- 身体障害者福祉指定病院
- 更生医療指定病院（心臓脈管外科・整形外科・眼科）
- 育成医療指定病院（心臓脈管外科・整形外科・眼科）
- DPC対象病院

### 主な施設基準
- 急性期一般入院基本料1
- 地域包括ケア病棟入院料2
- 入退院支援加算
- 急性期看護補助体制加算
- 病棟薬剤業務実施加算
- 医師事務作業補助体制加算
- 医療安全対策加算
- 感染防止対策加算
- 栄養サポートチーム加算
- がん性疼痛緩和指導管理料
- 画像診断管理加算2
- 麻酔管理料（I）
- 歯科外来診療環境体制加算

など

## 沿革
東北6県公立学校教職員の結核性疾患治療対策のため、公立学校共済組合の直営病院として1959年（昭和34年）5月9日に開設された。開院当時の診療科は内科（結核を含む）、外科、耳鼻咽喉科、歯科で病床数192（結核156、一般36）であった。その後、疾病構造の変化、多様化に対応すべく病院施設・設備の整備と診療科の増設が行われ、昭和54年11月1日には結核病床を廃止した。一方、教職員の健康管理事業として1962年（昭和37年）に人間ドックが開設された。
開設以来、整備や増築を繰り返してきたが、全体的な老朽化が進んでいたため、1992年（平成4年）に全面改築が着工され、1994年（平成6年）1月に新入院病棟の使用が開始、1995年（平成7年）5月に新外来診療棟をオープンした。全面改築に併せ、病床数を252（一般217、人間ドック35）に増床した。
2006年度（平成18年度）には院内体制の整備と強化の取り組みの成果として、病院機能評価（Ver.5.0）、2011年度（平成23年度）には病院機能評価（Ver.6.0）の認定を受けている。2017年には、機能種別の一般病院2として3rdG:Ver.1.1の認定を受けた。
2015年度（平成27年度）には、一般病床のうち57床を地域包括ケア病棟に切り替えた。（一般病床160床、地域包括ケア病床57床、人間ドック35床）

### 年表
- 1959年（昭和34年） 5月 - 開院（内科、外科、耳鼻咽喉科、歯科）
- 1962年（昭和37年） 4月 - 教職員人間ドック（3泊4日）開設　放射線科増設
- 1969年（昭和44年） 7月 - 健康管理科増設
- 1979年（昭和54年）11月 - 結核病床を廃止し、全て一般病床に変更
- 1980年（昭和55年） 7月 - 婦人科、眼科増設
- 1984年（昭和59年） 8月 - 整形外科増設
- 1994年（平成 6年） 1月 - 新病棟移転
- 1994年（平成 6年） 2月 - 産科増設
- 1995年（平成 7年） 5月 - 泌尿器科増設
- 1997年（平成 9年） 4月 - リハビリテーション科増設
- 1999年（平成11年） 4月 - MRI棟増築
- 2003年（平成15年） 6月 - 麻酔科増設
- 2004年（平成16年） 2月 - メンタルヘルス相談室を含む病歴棟の増築
- 2007年（平成19年） 2月 - 病院機能評価（Ver.5.0）の認定
- 2009年（平成21年） 5月 - 開院50周年
- 2012年（平成24年） 2月 - 病院機能評価（Ver.6.0）の認定
- 2015年（平成27年） 7月 - 地域包括ケア病棟　開設
- 2017年（平成29年） 2月 - 院内保育所　開設

## 診療科
- 呼吸器内科
- 循環器科
- 消化器・肝臓内科
- 糖尿病内科
- 外科
- 整形外科
- 泌尿器科
- 婦人科
- 眼科
- 耳鼻咽喉科
- 放射線科
- リハビリテーション科
- 麻酔科
- 歯科

## 専門外来
- 脊椎外来
- 乳腺外来
- 膝関節外来
- 肩・肘スポーツ障害外来
- 肛門外来
- そけいヘルニア外来
- 肝臓外来
- 腎臓・リウマチ膠原病外来
- 不妊症外来
- 生理痛外来
- みみ・はな・のどの学童外来
- みみの健康外来

## 医療者の育成
医師の臨床研修、外国医師の臨床修練および看護実習の受け入れをはじめとし、良質な医療従事者の育成に貢献している。
- 医師の臨床研修指定病院
- 臨床修練指定病院（海外医師の臨床研修） 注：詳細は別記
- 日本循環器学会循環器専門医研修関連施設
- 日本消化器内視鏡学会指導施設
- 日本外科学会外科専門医制度修練施設
- 日本整形外科学会専門医研修施設
- 日本脊椎脊髄病学会脊椎脊髄外科専門医基幹研修施設
- 日本泌尿器科学会泌尿器科専門医教育施設
- 日本眼科学会専門医研修施設
- 日本麻酔科学会麻酔科認定病院

臨床修練指定病院（海外医師の臨床研修）
「外国医師等が行う臨床修練に係る医師法第17条の特例等に関する法律」に基づき、2012年（平成24年）10月24日付けで「外国医師の臨床修練を行う病院」に指定された。各国の整形外科脊椎外科分野における医療技術向上を目的に、外国医師の研修を積極的に受け入れている。
その他の臨床実習など
山形県立山辺高等学校の実習施設となっており、院内に山辺教室が設置されている。看護師を目指す山辺高校の学生の看護実習の場となっている。
また、山形県立保健医療大学とは、それぞれの医療、教育、研究の一層の進展並びに地域社会の発展及び住民の健康の保持増進と福祉の向上に寄与することを目的として、2010年（平成22年）12月1日に連携に関する協定が締結された。
その他にも、理学療法士実習や栄養士実習などについても、要請に応じ受け入れており、後進の指導に積極的に携わっている。

## 地域医療連携
他病院や診療所等との連携の窓口は、地域医療連携室が担当する。
東北厚生局の認可を得て「開放型病床」を設置しており、地域の開業医が利用している。登録医院は、山形市内のほか上山市の医院も含めた31施設。開放型病床は、地域の医療機関が互いに連携し、通院から入院、退院まで一貫した診療を実現することができるシステムで、厚生労働省が推進している病診連携の形態である。
また、開放型病床の登録医との懇談会である「和GO懇話会」（旧開放型病床懇話会）を、山形大学医学部、東北大学医学部の協力を得て定期的に開催し、地元の開業医や医療スタッフが多く参加している。
その他にも、消化器疾患に特化した「消化器疾患治療シンポジウム」、開業医の先生を招いての「登録医勉強会」なども定期的に開催している。

## 健康管理事業
病床252床のうち、35床は人間ドック病床となっている。
公立学校共済組合が運営する東北地方唯一の直営病院であるため東北各県からの受診者が多く占めるが、一般人の受診も可能である。
2泊3日コース、1泊2日コース、日帰りで行うことができる1日ドック、脳ドックの各種コースを受け入れている。
人間ドックは、「女性にも優しい施設」を目指し、マンモグラフィー検査は、女性の放射線技師が対応している。また、女性に多い骨粗しょう症を調べる骨密度検査は、2010年（平成22年）に機器を更新している。
人間ドックを利用した者を対象に、保健師や管理栄養士による特定保健指導や臨床心理士によるメンタルヘルスなども実施されている。（ただし、公立学校共済組合員に限る）
人間ドックでは、アメニティ用品として、歯ブラシ、フェイスタオル、バスタオルを準備している。また、全室にカギを設置しているため、個人のプライベート空間が守られている。2008年（平成20年）からは携帯電話充電器を設置している。

## アクセス
- JR東日本奥羽本線山形駅下車→バス「東北中央病院・沼の辺」行き→東北中央病院前下車（所要時間約20分）
- 山形自動車道 山形北ICより福島方面へ南進し5分。
- 山形自動車道 山形蔵王ICより山形市街方面へ直進し、あこや町交差点を右折。国道13号線を天童方面へ北進し5分。
  - 駐車場は240台収容。
  - 国道13号線和合町交差点東側に立地。

## その他
禁煙の取り組み
施設内の禁煙にも積極的に取り組み、2004年（平成16年）からは敷地内を全面禁煙とし、2007年（平成19年）10月より敷地内での客待ちタクシーは、禁煙車限定とした。禁煙タクシーは、当時山形県内の医療機関としては初の取り組みであった。
また、年間約850例の全身麻酔手術を行っているが、手術時の合併症のリスクを防ぐためにも、患者へ禁煙のススメのパンフレットを配付し啓発を行っている。
診療費の負担等
診療費に関する問い合わせは、医事課が窓口になるが、保険制度や支払に関する支援制度などの相談は、医療ソーシャルワーカーが適切に応じている。
また、支払には各種クレジットカードも利用できる。
院内保育所の開設
2017年（平成29年）2月に院内保育所「和い和いキッズガーデン」を開設した。
保育所名称は、和合町の「和」、仲間の「和」、元気でワイワイの「和」が由来となっている。なお、名称及びロゴマークは職員に公募し、決定している。

## 関連施設
- 公立学校共済組合関東中央病院
- 公立学校共済組合東海中央病院
- 公立学校共済組合北陸中央病院
- 公立学校共済組合近畿中央病院
- 公立学校共済組合中国中央病院
- 公立学校共済組合四国中央病院
- 公立学校共済組合九州中央病院